# Hassi El Ghella
Pour les articles homonymes, voir Hassi.
Hassi El Ghella (anciennement Er Rahel)  est une commune de la wilaya de Aïn Témouchent en Algérie.

## Toponymie
Le nom du village vient de l'arabe algérien « hassi » (puits) et " غلة " (ghella, « moisson »). 

### Situation
Hassi El Ghella est située à 51 kilomètres au sud-ouest d'Oran.
| Bouzedjar Ouled Boudjemaa | El Messaid; El Amria        | Misserghin (Grande Sebkha) (Wilaya d'Oran) |
| Ouled Boudjemaa           | Hassi El Ghella             | Hammam Bou Hadjar                          |
| El Malah                  | Hammam Bou Hadjar; El Malah | Hammam Bou Hadjar                          |

## Personnalités
- Djelloul Ould Kadi (1920-2000), député d'Oran de 1951 à 1955 y est né.